# Instituto Religiosas de San José de Gerona
El Instituto de Religiosas de Sant Josep de Gerona es una congregación religiosa de hermanas, dedicada a la asistencia a enfermos, fundada por Maria Gay i Tibau en 1870. Sus hermanas, conocidas como Hermanas de Sant Josep o Vetlladores, posponen a su nombre las siglas R.S.J.G.

## Historia
A raíz de su experiencia trabajando con el doctor Emeri Ros en Gerona, Maria Gay quiere ayudar directamente los enfermos necesitados. El estado de asistencia era entonces muy precario, tanto a los hospitales públicos como en los domicilios, tanto por la carencia de medios técnicos como por la de personal. Como miembro de la Cofradía de la Purísima Sangre, atendía enfermos necesitados desinteresadamente, tarea que hizo durante veinte años. Pensó, pero, que había que ir más allá y quiso fundar un instituto religioso dedicado al servicio de los enfermos sin recursos, preferentemente a domicilio. Con el consentimiento de la familia Ros-Llausas, empezó a poner en práctica la idea, y el 28 de junio de 1870, con su amiga Carme Esteve y Andoca y seis compañeras más, inició la vida comunitaria de una agrupación laica de voluntarias que, con domicilio en la Calle de la Forca, 12, se dedicaría a la atención y el velatorio, de día y de noche, de enfermos: por eso, fueron denominadas popularmente Hermanas Vetlladores.
Su tarea fue reconocida pronto, y otros jóvenes quisieron adherirse. El 12 de julio de 1872 el obispo de Gerona, Constantí Bonet, les hizo entrega de un reglamento interno, todavía como asociación, pero no como instituto de vida consagrada. Para evitar la prohibición vigente (desde 1868 estaban prohibidas por ley las asociaciones y congregaciones religiosas), Maria Gay y sus compañeras hicieron su profesión en la Orden Franciscana Seglar, como laicas. Establecieron una primera residencia en la Subida de Santo Domingo, después a la Força y en 1876 al Portal Nuevo, que aconteció la casa madre de la congregación y el centro de formación de las novicias. 
El 1879, la comunidad abrió casa en La Bisbal del Ampurdán, donde fueron llamadas por familias que habían oído a hablar y que dirigieron la petición al obispo. El año siguiente, el ayuntamiento de Bañolas, solicitó hermanas para tener cura de los enfermos del hospital, que será el primero confiado al instituto y desde el cual también asistían a domicilio. 
El 1880, el nuevo obispo Tomàs Sivilla les permitió inaugurar el noviciat. La comunidad inicial se iba haciendo cada más numerosa; desde entonces, asistían a los enfermos tanto en sus propios domicilios como en los hospitales. En 1881 otra comunidad se hacía cargo del hospital de Lloret de Mar, a petición del ayuntamiento. El reglamento redactado para esta fundación, estableciendo las obligaciones de las hermanas y del ayuntamiento, sirvió de modelo para las futuras fundaciones, donde las hermanas se hacían cargo de servicios sanitarios de titularidad pública. Maria todavía fundó en Torroella de Montgrí (1882), Sant Feliu de Guíxols y Blanes, las dos en 1884. Pero el mismo año Maria murió en Gerona.
El 19 de marzo de 1885, al año de la muerte de María, el obispo de Gerona Tomás Sivilla, concedió al instituto la aprobación diocesana y la profesión pública de los votos religiosos, constituyéndose como congregación religiosa con el nombre de Instituto de las Religiosas de Sant Josep de Girona. Las constituciones de 19 de marzo de 1885 definen el objetivo primero del instituto: "Esta Congregación tiene por objeto exclusivo el servicio a los enfermos tanto en sus casas particulares como en los hospitales". 
En 1911 el también obispo de Gerona Francesc de Pol, concedía la aprobación diocesana definitiva, y Pius XI otorgó la aprobación pontificia y el Decretum laudis el 16 de enero de 1928. La aprobación definitiva la hizo el mismo papa el 16 de junio de 1936.

## Actividad y difusión
De acuerdo con los estatutos, las Hermanas de Sant Josep tienen como misión "el ejercicio de la caridad por y con los enfermos, prestándolos asistencia espiritual y corporal" (Constituciones, 3). Por eso mantienen clínicas y hospitales o trabajan en ellos, además de hacer asistencia sanitaria a domicilio. También mantienen residencias para ancianos y algunos colegios, además de hacer apostolado misionero. Uno de estos colegios es el Colegio Sagrada Familia de Gerona que ya ha celebrado 50 años, pues fue fundado por el Instituto de Religiosas de Sant Josep de Girona el 1966.
En 2015 las Religiosas de Sant Josep de Girona tienen comunidades en Barcelona, Gerona, Malgrat de Mar, Burjasot, Olot, Vilarroja, Solius y en Gandía. Además, la comunidad está presente en otros lugares de España y en Francia, Italia, Colombia, Venezuela, Ecuador, Perú, Argentina, México,  Guinea Ecuatorial, Ruanda, Camerún y la República Democrática del Congo.

## Procesos de canonización
Varias religiosas de este instituto están en proceso de canonización, como la fundadora, Maria Gay i Tibau. El enero de 2015 el papa Francisco reconoció el martirio de 21 religiosos durante la Guerra Civil, entre los cuales había tres religiosas de la congregación del Instituto de las Hermanas de Sant Josep, que son Fidela Oller Angelats, Facunda Margenat Roura y Josefa Monrabal Montaner, que fueron asesinadas entre el 26 y el 29 de agosto de 1936. Fidela Oller (Bañolas, 1869), dedicada a los enfermos, fundó el instituto en Gandia, fue asesinada el 1936. Monrabal (#Gandia, 1901) vivió en Gerona y trabajó con los enfermos en Villarreal (Castelló) y fue asesinada con 35 años. Margenat (Gerona, 1876) trabajó para los enfermos en Barcelona hasta que el 1936 fue asesinada a la Arrebatada.